# Abbe (cratera)
Abbe crater
Abbe é uma cratera lunar que está localizada no hemisfério sul do lado negro da Lua, mais precisamente ao sul da cratera Hess. Com suas bordas já erodidas, possui crateras diminutas ao seu redor. Foi nomeada numa homenagem ao físico alemão Ernst Abbe.

## Crateras satélites
Por convenção, algumas crateras circunscritas na cratera Abbe são nomeadas através de letras.
| Abbe | Latitude | Longitude | Diâmetro |
| ---- | -------- | --------- | -------- |
| H    | 58,2° S  | 177,9° E  | 25 km    |
| K    | 59,6° S  | 177,3° E  | 28 km    |
| M    | 61,6° S  | 175,3° E  | 29 km    |